# Andere Ogen
Andere Ogen is een Nederlands televisieprogramma. In het programma geven buitenlandse journalisten die in Nederland wonen hun eigen visie op de Nederlandse actualiteiten en achtergronden. Het programma wordt geproduceerd door BVN en wordt afwisselend gepresenteerd door Margriet Vroomans en Karin van den Boogaert. De journalisten komen meestal uit Duitsland, Suriname, België, Polen, Finland en Engeland.